# 羅美玲 (歌手)
尤桂·伍道（1979年12月9日—），台灣原住民歌手、演員，出身自北得拉曼山下的泰雅族新竹縣尖石鄉新樂村水田部落，以偶像劇《名揚四海》的片尾曲〈愛一直閃亮〉聞名，中國大陸的歌迷稱她為「美麗的高山族護士歌手」。
因以羅美玲為名參加中國廣播公司「中廣流行之星」奪得華人地區冠軍，被音樂人沈光遠相中而開始自己的歌唱事業，推出個人首張專輯《紅色向日葵》，未獲迴響。後為負擔家計，一度消失在演藝圈三年半，她在2005年底復出，其間以打零工維生，曾任職酒廠作業員、餐廳服務生、手機販售員等工作，未獲太大關注。2007年發行個人專輯《我是羅美玲》後，轉戰舞台劇和電影，至2014年再度以歌手身份推出專輯《Meiling With You》，並演唱電影《KANO》主題曲〈勇者的浪漫〉。

## 演藝生涯
羅美玲出生於新竹縣尖石鄉新樂村水田部落，父母皆為泰雅族人（母親為尖石鄉後山泰崗部落人），族名尤桂·伍道。與新光部落的動感歌手溫嵐是隔一個山頭的鄰居。羅美玲在家中是長女。對當時家中的經濟情況來說，扶養小孩生活不易。為了維持家計，羅美玲去唸長庚護專五專護理科省學費(原住民公費生)，並且在長庚醫院當了兩年護理師。
羅美玲熱愛歌唱，於2001年底參加中廣流行之星全球華人歌唱大賽奪下冠軍，被音樂人沈光遠簽下成為發片歌手，圈內好友有戴愛玲、張惠春、阿洛、王宏恩、高慧君、安欽澐、民雄、紀曉君、紀家盈、璽恩、溫嵐等人。
羅美玲因篤信基督教，從小就跟祖母上尖石鄉水田教堂唱詩歌，因擁有一副天生的好歌喉而成為教會詩班的成員，進而啟發了她對歌唱的熱愛。
2001年參加中廣流行之星全球華人歌唱大賽奪冠之後，羅美玲踏入歌壇，發行第一張專輯《紅色向日葵》，因為偶像劇《名揚四海》主題曲〈愛一直閃亮〉讓大家為之驚艷。清亮溫暖的歌聲一直深受電台DJ與歌迷喜愛，不但是電台點播的熱門歌曲之一，更是K歌一族的發燒必唱曲。
羅美玲接受原住民之聲訪問時說：有多少本事做多少事，幾年的時間，羅美玲一直從未放棄歌唱，中間推出過單曲與個人專輯，近年積極參與歌舞劇和戲劇演出，經歷了歌壇的蟄伏…即便有過挫折，始終保有樂天的毅力，和一派純真熱情的處世態度，但她的內心世界，累積了許多歷練與成長，多了許多的情感體會，歌聲也變得更加有感染力。但家中生計羅美玲必須負責扛，熱愛音樂的她期望能有再發片的機會，只要有表演的機會她表示她都不會錯失 。
羅美玲期望朝全方位藝人發展，除了歌手外也以演員的身分嘗試音樂劇、戲劇、電影方面的演出。演出阿滿的戀情而獲得金甘蔗影展最佳女主角。羅美玲在2006年接演臺灣舞台劇聽見夏天的風，為這部戲開啟了羅美玲的演藝事業的另一個領域，也跨足戲劇方面的演出。
2010年更被名導魏德聖導演相中，在史詩新片《賽德克巴萊》中飾演川野花子(Obing Nawi，花岡一郎之妻)。
在音樂劇中也有亮眼的成績，連續演出台北愛樂劇工廠年度音樂劇大戲《雙城戀曲》、《吉娃斯迷走山林》，音樂時代台灣三部曲經典音樂劇《渭水春風》、廣藝基金會李泰祥音樂劇《美麗的錯誤》、台達電大力贊助的多媒體科學音樂劇《讓世界動起來：法拉第的一生》、安徒生和莫札特的創意劇場的都會家庭音樂劇《我的媽媽是ENY?》。
更在2011年開始嘗試主持，在原住民族電視台主持《喇就放輕鬆》，也推出電視劇新作《查馬克的飛行土司》。
睽違2397天，羅美玲在2014年4月25日推出第3張個人專輯《羅美玲Mei-Ling With You》。電影《KANO》全台票房飆破新台幣2.9億元，羅美玲因演唱主題曲再度受矚目。

## 音樂作品

### 錄音室專輯
| 專輯 | 發行日期 | 專輯名稱              | 語言 | 曲目 |
| 1    | 2002年   | 《紅色向日葵》        | 國語 | 1. 紅色向日葵 2. 愛一直閃亮（台視偶像劇《名揚四海》片尾曲） 3. 愛情走過以後 4. 懷念幸福 5. 清楚 6. 為冬天寫的詩 7. 我不哭 8. 適應期 9. 愛情不只是 10. 方向                                                                     |
| 2    | 2007年   | 《我是羅美玲》        | 國語 | 1. 不一樣的愛（中視八點檔《豪門本色》片頭曲 2. 睡過頭 3. 轉轉 4. 生日領悟 5. 一個星期的紀念日 6. 不能說走就走 7. 適應期 8. 喜歡就是喜歡 9. 說不出我愛你（中視八點檔《豪門本色》片尾曲） 10. 姐妹淘 11. 不痛多好 12. 青春悲喜曲 |
| 3    | 2014年   | 《Mei-Ling With You》 | 國語 | 1. 我在你身旁 2. 勇者的浪漫(中文版)(合唱：魏德聖 & 馬志翔 & 「KANO」電影團隊) 3. 不懂寂寞 4. 當你流著淚，唱著誰的歌 5. 夜未央 6. 耍無賴 7. 賽德克‧巴萊之看見彩虹 8. 禮物 9. 不懂寂寞(分離悲傷版) 10. 我在你身旁(心情思念版)    |

### EP
| 專輯 | 發行日期 | 專輯名稱     | 語言 | 曲目                                                    |
| 1    | 2005年   | 《生日領悟》 | 國語 | 1. 不痛多好 2. 不能說走就走 3. 喜歡就是喜歡 4. 生日領悟 |

### 單曲
| 發行日期 | 曲目                                                                    | 專輯名稱                       | 語言      | 備註   |
| 2002年   | 青春的香味                                                              | 《靚女郎》電視原聲帶           | 國語      | 片尾曲 |
| 2007年   | 愛讓我知道(feat.王宏恩)                                                 | 公共電視新移民活動             | 國語      | 主題曲 |
| 2009年   | 禮物                                                                    | 《痞子英雄》電視原聲帶         | 國語      | 插曲   |
| 2009年   | 放輕鬆(feat.張士堂)                                                     | 《港都》電影原聲帶             | 國語      | 插曲   |
| 2009年   | 最愛的你                                                                | 《港都》電影原聲帶             | 國語      | 插曲   |
| 2011年   | 看見彩虹(The Rainbow Promise) (拉卡·巫茂、游大慶、林慶台、徐詣帆等合唱) | 《賽德克·巴萊》電影原聲帶      | 賽德克語  | 主題曲 |
| 2012年   | 舞琉璃                                                                  | 《戰 ．舞 》電影原聲帶         | 國語      | 主題曲 |
| 2014年   | 勇者的浪漫(中孝介、Rake、舒米恩、范逸臣合唱)                            | 《KANO》電影原聲帶             | 日語/國語 | 主題曲 |
| 2014年   | 不懂寂寞                                                                | 《女人30情定水舞間》電視原聲帶 | 國語      | 插曲   |
| 2014年   | 我在你身旁                                                              | 《女人30情定水舞間》電視原聲帶 | 國語      | 主題曲 |
| 2018年   | 影子                                                                    | 《姊的時代》電視原聲帶         | 國語      | 插曲   |

## 戲劇作品

### 舞臺劇
- 2006年：「第四人稱表演域」《聽見夏天的風》飾演 夏雨曦
- 2008年：「第四人稱表演域」《失物招領》
- 2009年：「愛樂劇工廠」《吉娃斯-迷走山林》飾演 莎韻
- 2009-2012年：「愛樂劇工廠」《上海‧台北-雙城戀曲》飾演 裴裴
- 2010-2012年：「音樂時代劇場」《渭水春風》飾演 李菜
- 2010年：「李泰祥音樂劇」《美麗的錯誤》飾演 謬斯女神
- 2010年：「動見體劇場」《1:0》
- 2011年：「多媒體科學音樂劇」《讓世界動起來- 法拉第的一生》飾演 法拉第夫人
- 2013年：兒童音樂劇《天空谷傳奇》飾女主角
- 2013-2016年：「夢蓮花劇坊」《吉星高照》飾演 浿雅
- 2013年：「原舞者」《PUING‧找路》飾演 莎韻
- 2013-2016年：「科學多媒體音樂劇」《哈雷與牛頓-從黑暗到光明》飾演 哈雷夫人瑪麗
- 2013年： 國防部《鋼鐵八二三》
- 2013年：「愛樂劇工廠」《和你在一起》
- 2017-2018年：「安徒生和莫札特的創意劇場」《我的媽媽是ENY?》飾演 ENY
- 2018年：新加坡名勝世界註地演出《我的媽媽是ENY 獅城溫馨版 Super mommy》飾演 ENY
- 2019年：「春河劇團」《愛情哇沙米》飾演美美老師、「相信音樂」《搭錯車》飾演芝蘭
- 2020年：「夢蓮花文藝基金會」《大寶神珠》飾演
- 2020年：「星空的立法者」－克卜勒的一生，飾演克卜勒妻子，蘇珊娜
- 2021年：全民大劇團《情人哏裡出西施》飾演 東施
- 2023年：全民大劇團《大畫昭君~觀落雁》
- 2023年：全民大劇團《一村喜事》飾演 村長夫人
- 2025：故事工廠《火神的眼淚》

### 電視劇
- 華視《莒光園地-鼓舞》飾演 亦婷
- 2006年：客家電視台《水色嘉南》 飾演 瑪雅
- 2007年：公共電視《我的這一班-花蓮特輯》飾演 原住民老師
- 2008年：大愛電視《山》
- 2008年：公共電視《痞子英雄》飾演 TGIFridays酒吧服務生
- 2009年：原住民族電視台《蘭嶼行醫記》飾演 護士小姐阿秀
- 2009年：原住民族電視台《霧夜》
- 2009年：公共電視《徬徨少年路》
- 2010年：大愛電視《苧麻與漂流木》飾演 高阿美
- 2011年：原住民族電視台《查馬克的飛行吐司》飾演 背包客志工-尤桂老師
- 2014年：三立都會台《女人30情定水舞間》飾演 歌手
- 2014年：公共電視《無可娶代》飾演 吉娃思
- 2016年：緯來綜合台《深夜食堂》客串演出
- 2018年：公共電視《雙城故事》飾演 肉鬆
- 2019年：台視、八大戲劇台、新傳媒8頻道、新傳媒U頻道《你那邊怎樣·我這邊OK》飾演 朵優媽
- 2022年：原住民族電視台《愛的立方體》飾演 雲珊
- 2022年：衛視中文台、中視《仙女姐姐來我家》飾演 吳美女

### 電影
- 2006年：短片《阿滿的戀歌》飾演 陳阿滿
- 2011年：長片《賽德克·巴萊》飾演 川野花子（歐嬪·那威）
- 2011年：長片《失戀事務所》(拍攝中止)
- 2012年：長片《戰 ．舞》飾演 KaKa
- 2016年：長片《52 Hz I Love You》客串演出
- 2017年：長片《帶我去月球》飾演 陳老師

## 主持節目
- 2008年：原住民族電視台《原視音雄榜》評審老師
- 2011年：原住民族電視台《喇就放輕鬆》主持人
- 2015年：原住民族電視台《圓夢舞台vulayan》主持人
- 2016年：原住民族電視台《cabcaban 我的舞台》主持人

## 活動演出
- 2006年：原民會十週年&原民時尚博覽會活動代言人
- 2007年：台北縣政府〈跨動原音舞動300〉代言人與巡迴演出
- 2007年：酷爾斯啤酒PUB年度巡迴演唱
- 2009年：聽障奧運演唱會《Happy to together》
- 2011年：法國《亞維儂藝術節》
- 2011年：建國百年美加宣慰僑胞演唱會
- 2022年：2022年臺北燈節演唱[2]

## 獎項紀錄
| 年份   | 頒獎典禮             | 獎項名稱             | 提名作品       | 結果 |
| 2001年 | 中國廣播公司中廣之星 | 全球華人歌唱大賽冠軍 |                | 獲獎 |
| 2002年 | 新加坡金曲獎         | 最佳新人             | 「紅色向日葵」 | 提名 |
| 2006年 | 高雄市金甘蔗影展     | 最佳女主角           | 「阿滿的戀歌」 | 獲獎 |

## 外部連結
- 羅美玲的Facebook專頁
- 羅美玲的Instagram帳戶
- 羅美玲的新浪微博
- 羅美玲的新浪博客
- 羅美玲在互联网电影资料库（IMDb）上的資料（英文）（英文）
- 羅美玲在香港影庫上的簡介
- 羅美玲在豆瓣上的资料（简体中文）
- 羅美玲在时光网上的簡介（简体中文）